# Зірки світового балету
«Зірки світового балету» — щорічний міжнародний фестиваль балетного мистецтва в Донецьку.

## Історія
Вперше фестиваль «Зірки Світового Балету» відбувся 1994 року на сцені донецького Палацу молоді «Юність». Пізніше завдяки особистій ініціативі майстра балетного мистецтва Вадима Писарєва фестиваль перетворився на міжнародний фестиваль, який відбувається на сцені Донецького театру опери і балету імені Анатолія Солов'яненка.
В рамках фестивалю вже показано постановки близько 450 майстрів балету із понад 30 країн світу, в різний час його відвідали або виступали на його сцені: Юрій Григорович, Володимир Васильєв, Катерина Максимова, Надія Павлова, Людмила Семеняка, Ніна Семізорова, Ніна Ананіашвілі, Світлана Захарова, Дмитро Сімкін, Фалько Капусте, Йорг Маннес, Симона Ножа, Анастасія Волочкова, Олексій Фадеєчев, Ілзе Лієпа, Марк Перетокін, Микола Цискарідзе, Ян Годовський, Любов Кунакова, Фарух Рузіматов, Денис Матвієнко, Євген Іванченко, Сенді Деласаль, Алессіо Карбоне, Штефан Даль, Хуан Бош, Алехандро Паренте, Монік Жанотта, Ерік Ву Ан, Шоко Накамура, Дженіфер Гелфанд, Хосе Каррено та інші балетні зірки.